# 柳正元
柳正元（?—?），京兆府华原县（今陕西省铜川市耀州区稠桑乡柳家塬）人，唐朝官员，出自河東柳氏。唐穆宗的驸马。
高祖父柳道茂，曾祖父柳孝斌。柳正元的祖父是柳五臣，官至水部郎中，柳五臣的哥哥柳客尼是柳公绰、柳公权的高祖父。父亲柳明諶，官至和州刺史。柳正元娶唐穆宗之女淮阳公主，唐文宗開成五年（840年）正月，时任闲厩宫苑使的柳正元上书指政事弊端，后来官至大理評事。